# إحرر

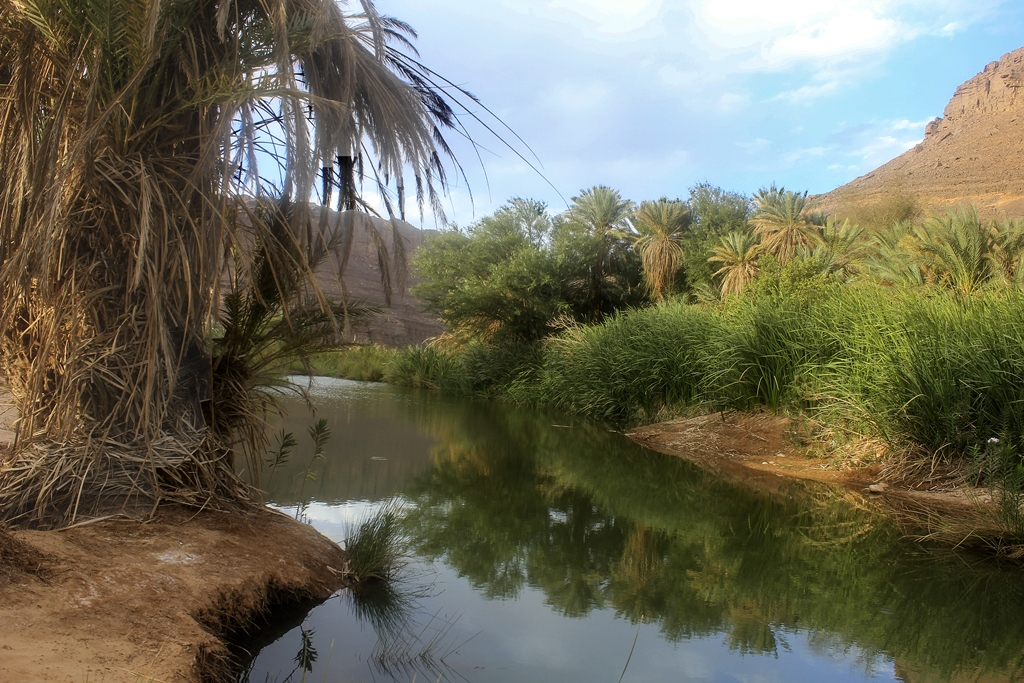

إحرر هي قرية تابعة لبلدية برج الحواس، في دائرة جانت، ولاية إليزي، الجزائر، تقع في وادي إحرر بالقرب من مركز سلسلة جبال طاسيلي ناجر، 121 كيلومتر (75 ميل) جنوب عاصمة المقاطعة إليزي. المنطقة مأهولة بالسكان منذ العصر الحجري الحديث، وكان عدد السكان الذين يعيشون في الوادي أكثر من 1000 نسمة خلال القرن العشرين.

## جغرافيا
تقع القرية على ارتفاع 1,070 متر (3,510 قدم) فوق مستوى سطح البحر، واديها هو واحة تحتوي على قلتة والعديد من نخيل التمر. تشتهر المدينة بسلاسل الجبال الصخرية الدرامية التي يصل ارتفاعها إلى 300 متر (980 قدم) من جميع الجوانب، عثرت الحفريات على نقوش تعود إلى ما قبل التاريخ الذي يعود تاريخه إلى 9000 قبل الميلاد في مواقع إهرن على هضبة تدجلاهين القريبة. الوادي محمي كمتنزه طبيعي، لكن الحماية تنطبق فقط على اللوحات الجدارية، وليس على الحيوانات أو النباتات. كما أنها تعتبر "أرضًا رطبة ذات أهمية عالمية" بموجب اتفاقية رامسار (2001).
يحيط بالقلتة نباتات البوط، مع وفرة من نباتات الدفلى والأثل الفرنسي على طول مجرى النهر، تشمل الحيوانات البارزة هي قطط التفه وقطط الرمال.

## المناخ
تتمتع القرية بمناخ صحراوي حار (تصنيف مناخ كوبن)، مع صيف حار جدًا وشتاء معتدل، وهطول الأمطار قليل جدًا على مدار العام يصل إلى 150 مليمتر (5.9 بوصة)، وعندما تهطل الأمطار تتدفق المياه بشكل مستمر في واد إحرر لمدة تصل إلى ستة أشهر.
| البيانات المناخية لـإحرر          | البيانات المناخية لـإحرر | البيانات المناخية لـإحرر | البيانات المناخية لـإحرر | البيانات المناخية لـإحرر | البيانات المناخية لـإحرر | البيانات المناخية لـإحرر | البيانات المناخية لـإحرر | البيانات المناخية لـإحرر | البيانات المناخية لـإحرر | البيانات المناخية لـإحرر | البيانات المناخية لـإحرر | البيانات المناخية لـإحرر | البيانات المناخية لـإحرر |
| الشهر                             | يناير                    | فبراير                   | مارس                     | أبريل                    | مايو                     | يونيو                    | يوليو                    | أغسطس                    | سبتمبر                   | أكتوبر                   | نوفمبر                   | ديسمبر                   | المعدل السنوي            |
| --------------------------------- | ------------------------ | ------------------------ | ------------------------ | ------------------------ | ------------------------ | ------------------------ | ------------------------ | ------------------------ | ------------------------ | ------------------------ | ------------------------ | ------------------------ | ------------------------ |
| متوسط درجة الحرارة الكبرى °م (°ف) | 19.1 (66.4)              | 22.2 (72.0)              | 26.5 (79.7)              | 31.3 (88.3)              | 35.7 (96.3)              | 39 (102)                 | 38.8 (101.8)             | 38.1 (100.6)             | 36.4 (97.5)              | 32.0 (89.6)              | 26.2 (79.2)              | 20.8 (69.4)              | 30.5 (86.9)              |
| المتوسط اليومي °م (°ف)            | 11.7 (53.1)              | 14.5 (58.1)              | 18.9 (66.0)              | 23.6 (74.5)              | 28.3 (82.9)              | 31.8 (89.2)              | 31.6 (88.9)              | 31.1 (88.0)              | 29.1 (84.4)              | 24.5 (76.1)              | 18.9 (66.0)              | 13.6 (56.5)              | 23.1 (73.6)              |
| متوسط درجة الحرارة الصغرى °م (°ف) | 4.3 (39.7)               | 6.8 (44.2)               | 11.3 (52.3)              | 16.0 (60.8)              | 20.9 (69.6)              | 24.6 (76.3)              | 24.5 (76.1)              | 24.1 (75.4)              | 21.8 (71.2)              | 17.0 (62.6)              | 11.7 (53.1)              | 6.5 (43.7)               | 15.8 (60.4)              |
| الهطول مم (إنش)                   | 2 (0.1)                  | 1 (0.0)                  | 5 (0.2)                  | 1 (0.0)                  | 2 (0.1)                  | 3 (0.1)                  | 0 (0)                    | 1 (0.0)                  | 2 (0.1)                  | 3 (0.1)                  | 1 (0.0)                  | 3 (0.1)                  | 24 (0.8)                 |
| المصدر: climate-data.org          |                          |                          |                          |                          |                          |                          |                          |                          |                          |                          |                          |                          |                          |

## اقتصاد
يتركز الاقتصاد المحلي على الزراعة، مع إنتاج القمح والتمور والتين والعنب والمحاصيل الجذرية، تُرعى الإبل والماشية والماعز، كما أن صيد أسماك مهم أيضًا، وهناك أيضًا بعض السياحة المرتبطة بشكل رئيسي بالنقوش الجدارية القريبة.

## مواصلات
لا توجد طرق معبدة تؤدي إلى البلدة، ولا يمكن الوصول إليها إلا من خلال مسارات وعرة، يؤدي المسار الرئيسي جنوبًا إلى الطريق السريع الوطني N3 بين إليزي وبرج الحواس.